# Proagonistes vulpinus
Proagonistes vulpinus är en tvåvingeart som beskrevs av Stanley Willard Bromley 1930. Proagonistes vulpinus ingår i släktet Proagonistes och familjen rovflugor.
Artens utbredningsområde är São Tomé. Inga underarter finns listade i Catalogue of Life.